# Stegania
Stegania là một chi bướm đêm thuộc họ Geometridae.

## Các loài
Bao gồm các loài:
- Stegania trimaculata – Villers, 1789